# Baker County (Oregon)
Baker County ist ein County im Bundesstaat Oregon der Vereinigten Staaten. Das U.S. Census Bureau hat bei der Volkszählung 2020 eine Einwohnerzahl von 16.668 ermittelt. Der Verwaltungssitz (County Seat) ist Baker City.

## Geographie
Das County hat eine Fläche von 7999 Quadratkilometern; davon sind 53 Quadratkilometer (0,66 Prozent) Wasserflächen. Der höchste Berg des Countys ist der 2999 Meter hohe Red Mountain in den Wallowa Mountains. Die östliche Grenze wird  durch den Verlauf des Snake River gebildet.

## Geschichte
Das County wurde am 22. September 1862 gegründet und nach Senator Edward Dickinson Baker benannt, der als Kommandeur in der Unionsarmee beim Gefecht bei Balls Bluff fiel.
13 Bauwerke und Stätten des Countys sind im National Register of Historic Places (NRHP) eingetragen (Stand 7. Juni 2018).

## Demografische Daten

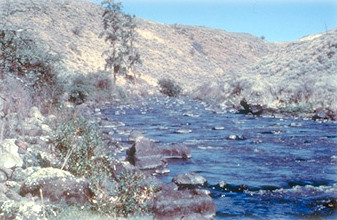
Oberlauf des Powder Rivers

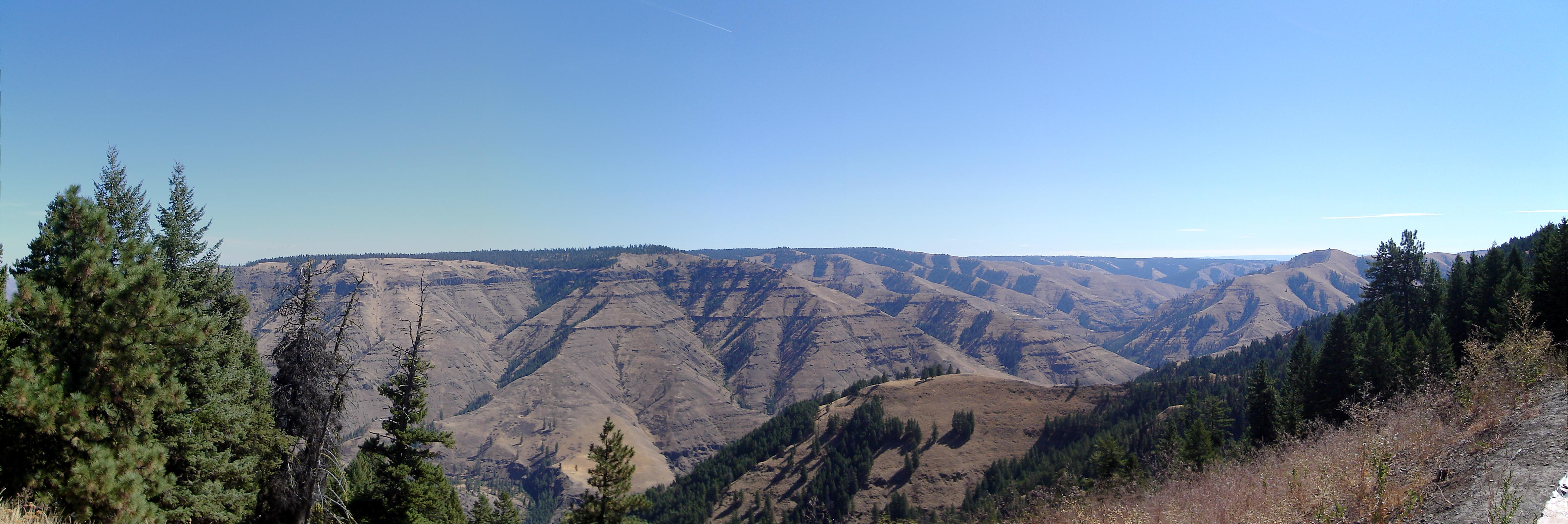
Der Joseph Canyon im Nordosten Oregons

Nach der Volkszählung im Jahr 2000 lebten im County 16.741 Menschen. Es gab 6883 Haushalte und 4680 Familien. Die Bevölkerungsdichte betrug 2 Einwohner pro Quadratkilometer. Ethnisch betrachtet setzte sich die Bevölkerung zusammen aus 95,68 % Weißen, 0,23 % Afroamerikanern, 1,09 % amerikanischen Ureinwohnern, 0,38 % Asiaten, 0,04 % Bewohnern aus dem pazifischen Inselraum und 0,92 % Prozent aus anderen ethnischen Gruppen; 1,65 % stammten von zwei oder mehr ethnischen Gruppen ab. 2,34 % der Bevölkerung waren spanischer oder lateinamerikanischer Abstammung.
Von den 6883 Haushalten hatten 28,00 % Kinder und Jugendliche unter 18 Jahre, die bei ihnen lebten. 56,20 % waren verheiratete, zusammenlebende Paare, 8,60 % waren allein erziehende Mütter. 32,00 % waren keine Familien. 27,80 % waren Singlehaushalte und in 13,40 % lebten Menschen im Alter von 65 Jahren oder darüber. Die Durchschnittshaushaltsgröße betrug 2,37 und die durchschnittliche Familiengröße lag bei 2,87 Personen.
Auf das gesamte County bezogen setzte sich die Bevölkerung zusammen aus 24,20 % Einwohnern unter 18 Jahren, 5,80 % zwischen 18 und 24 Jahren, 23,60 % zwischen 25 und 44 Jahren, 27,30 % zwischen 45 und 64 Jahren und 19,00 % waren 65 Jahre alt oder darüber. Das Durchschnittsalter betrug 43 Jahre. Auf 100 weibliche Personen kamen 98,10 männliche Personen, auf 100 Frauen im Alter ab 18 Jahren kamen statistisch 95,30 Männer.

Das jährliche Durchschnittseinkommen eines Haushalts betrug 30.367 USD, das Durchschnittseinkommen der Familien betrug 36.106 USD. Männer hatten ein Durchschnittseinkommen von 27.133 USD, Frauen 20.480 USD. Das Prokopfeinkommen betrug 15.612 USD. 14,70 % der Bevölkerung und 10,10 % der Familien lebten unterhalb der Armutsgrenze. 18,80 % davon waren unter 18 Jahre und 12,40 % waren 65 Jahre oder älter.